# Erythrocles acarina
Erythrocles acarina är en fiskart som beskrevs av Kotthaus, 1974. Erythrocles acarina ingår i släktet Erythrocles och familjen Emmelichthyidae. Inga underarter finns listade i Catalogue of Life.